# Солодкий Олексій Миколайович
Олексій Миколайович Солодкий (18 березня 1937, Брянська область, СРСР — 9 травня 2018, Одеса, Україна) — український радянський футболіст, захисник.

## Спортивна кар'єра
Народився і виріс у Брянській області. Футболом почав займатися у школі. Після сьомого класу продовжив навчання у залізничному училищі, грав за молодіжну збірну міста. Після завершення навчання був направлений на роботу у місто Алексин Тульської області. Працював слюсарем по ремонту поїздів і виступав за команду місцевого військового заводу. За рік до призову в армію його влаштували на це підприємство, де він тільки грав у футбол.
Військову службу розпочав у Анапі і мав їхати на Далекий Схід. Але керівництво вирішило залишити перспективного футболіста в своїй частині. Після демобілізації поїхав у селище Янтарний Калінінградської області, де працював на комбінаті по видобутку бурштину. 1961 року футбольний колектив комбінату грав у зимовій першості області проти «Балтики», команди майстрів з обласного центру. Олексій Солодкий виступав на позиції лівого захисника і вдало зіграв проти нападника «Балтики» Віктора Сафронова, а команда бурштинового комбінату стала переможцем турніру. Навесні того ж року отримав запрошення виступати за калінінградський клуб.
1963 року «Балтика» проводили підготовку до сезону у Мукачевому, де Солодкий отримав пропозицію продовжити кар'єру в донецькому «Шахтарі», переможцеві розіграшу кубка СРСР. Але згодом з'явилися представник «Чорноморця», який переконав молодого футболіста поїхати до Одеси.
У першому сезоні його команда завершила чемпіонат на шостій позиції в своїй підгрупі, а потім поїхала в африканське турне: виступали проти клубів з Тунісу, Ефіопії і Судану. Якщо в перших двох країнах українці здобували лише перемоги, то в Судані не змогли здолати складних умов: доводилося грати на пісочно-глиняних полях при незвично високих температурах. Як наслідок — одна нічия при двох поразках.
1964 рік став видатним для одеського футболу: обидві команди з приморського міста здобули путівки до вищої ліги. Перший матч в еліті провів проти тбіліського «Динамо», на виїзді одесити мінімально поступилися діючому чемпіонові (2:3, голи: Лобановський, Коршунов — Майсурадзе (2), Баркая). У вищій лізі відіграв три сезони, але 1968 року новий тренер Сергій Шапошников розпочав омолодження складу, на позицію Солодкого награвався молодий Валерій Москвичов. А він з В'ячеславом Архипенком поїхали до Кривого Рогу, де протягом трьох сезонів захищав кольори «Кривбаса».
1970 року повернувся до Одеси, де його чекали дружина, донька і син. Навчався в технікумі, отримав запрошення на завод «Холодмаш», але обрав інше підприємство —  «Поліграфмаш», де вже рік працював В'ячеслав Архипенко. Через півроку його призначили майстром гальванічного відділення, потім виріс до посади начальника цеху металопокриттів. Понад 20 років був начальником цеху металоконструкцій.

## Статистика
| Команда           | Д-1  | Д-1  | Д-2  | Д-2  | Д-3  | Д-3  | Кубок | Кубок |
| Команда           | Ігри | Голи | Ігри | Голи | Ігри | Голи | Ігри  | Голи  |
| ----------------- | ---- | ---- | ---- | ---- | ---- | ---- | ----- | ----- |
| «Балтика»         | —    | —    | 35   | 0    | 6    | 0    | —     | —     |
| «Чорноморець»     | 71   | 2    | 57   | 0    | —    | —    | 10    | 0     |
| «Кривбас»         | —    | —    | 76   | 1    | 32   | 1    | —     | —     |
| Всього за кар'єру | 71   | 2    | 168  | 1    | 38   | 1    | 10    | 0     |

Забиті м'ячі у вищій лізі:
| # | Дата       | Місце | Суперник            | Рахунок | Остаточний рахунок | Воротар         |
| - | ---------- | ----- | ------------------- | ------- | ------------------ | --------------- |
| 1 | 18.08.1965 | Одеса | «Торпедо» (Кутаїсі) | 2–0     | 4–1                | Роні Квасхвадзе |
| 2 | 21.06.1967 | Одеса | «Зоря» (Луганськ)   | 1–0     | 1–0                | Леонід Клюєв    |